# صوت أبيض نقي
صوت أبيض نقي (بالإنجليزية: Those Snow White Notes)‏ هي سلسلة مانغا يابانية تنشر منذ ديسمبر 2009 وتم جمعها في 27 تانكوبون وتم عمل مسلسل أنمي من إنتاج شين-إي أنيميشن عرض في 3 أبريل حتى 19 يونيو 2021.